# Georg Andersson (politiker)
Georg Leander Andersson, född 3 mars 1936 i Älvsby församling i Norrbottens län, är en svensk folkskollärare och socialdemokratisk politiker som bland annat var biträdande arbetsmarknadsminister (invandrarminister) 1986–1989, kommunikationsminister 1989–1991, riksdagsledamot 1971–1995 och landshövding i Västerbottens län 1995–2001. 1986–1990 var han ordförande för Broderskapsrörelsen. Han är gift med Hjördis Andersson född Hedqvist och de har fyra döttrar tillsammans.